# Anterósz
Anterósz (görögül Αντερως) a görög mitológiában Erósz, a szerelem istenének öccse. Neve viszontszerelmet jelent. Mivel Erószt gyötörte a magány, játszótársként kapta Anterószt Aphroditétól, aki Arésszal nemzette. Anterósz volt az az isten, aki megbüntette azt, aki megvetette a szerelmet vagy nem viszonozta a kapott szeretetet, szerelmet.